# Maserati

Maserati-Emblem: Il Tridente

Maserati ist ein italienischer Automobilhersteller mit Sitz in Modena. Das Unternehmen wurde 1914 in Bologna gegründet. Heute gehört die Marke zu dem globalen Hersteller Stellantis. Markenzeichen ist ein Dreizack nach dem Vorbild des Neptunbrunnens in Bologna.
In den 1950er-Jahren waren Maserati-Rennwagen erfolgreich, unter anderem gewann Juan Manuel Fangio in einem 250F die Formel-1-Weltmeisterschaft 1957. Maserati steht traditionell in einem Konkurrenzverhältnis zu Ferrari, wurde aber von 1997 bis 2005 als Tochter von Ferrari innerhalb des Fiat-Konzerns bzw. später Fiat Chrysler Automobiles (FCA) geführt.
Nach der Fusion von FCA und der PSA-Gruppe (Peugeot SA) am 16. Januar 2021 zu Stellantis ist Maserati die einzige Marke im Segment „Luxus“ des neuen Konzerns, mit einer eigenen globalen Vertriebsorganisation getrennt von dem  Mehrmarkenvertrieb durch die nationalen Stellantis-Organisationen, wie z. B. Stellantis Deutschland GmbH (Sitz Rüsselsheim).

## Geschichte

### Familienunternehmen

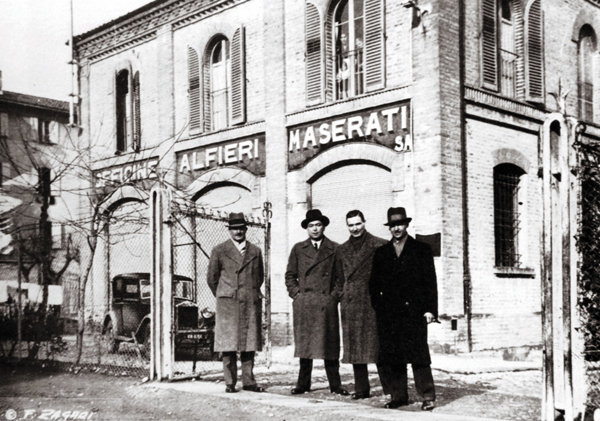
Vier Maserati-Brüder vor der Maserati-Werkstatt in Bologna

Die am 1. Dezember 1914 in Bologna gegründete Società Anonima Officine Alfieri Maserati (S. A. Officine Alfieri Maserati) war ein Familienunternehmen. Gründer war Alfieri Maserati. Drei seiner sechs Brüder traten später in den Betrieb ein.
Carlo (1881–1910), Bindo (1883–1980), Alfieri (1887–1932), Mario (1890–1981), Ettore (1894–1990) und Ernesto Maserati (1898–1975) wurden in der lombardischen Stadt Voghera geboren. Die Eltern der als Fratelli Maserati (Maserati-Brüder) bekannt gewordenen Geschwister waren Rudolfo und Carolina Maserati. Ihr Vater war als Eisenbahningenieur tätig. Mit Ausnahme von Mario Maserati, der als Maler arbeitete, entwickelten alle Maserati-Brüder technische Affinitäten.
Carlo Maserati baute 1898 sein erstes Motorrad, mit dem er wiederholt an Rennen teilnahm. Zu Beginn des 20. Jahrhunderts wurde er Test- und Rennfahrer für Fiat und arbeitete zeitweise mit Vincenzo Lancia zusammen. 1903 wechselte er zu Isotta Fraschini, 1907 zu Bianchi und 1909 zu Junior. 1910 starb Carlo Maserati an der Tuberkulose.
Alfieri und Bindo Maserati waren ihrem Bruder Carlo 1903 zu Isotta Fraschini gefolgt. 1910 gingen sie im Auftrag des Mailänder Automobilherstellers nach Argentinien, um in der dortigen Isotta-Niederlassung zu arbeiten. Alfieri konstruierte in Buenos Aires einen Rennwagen mit Isotta-Technik, den er selbst bei Automobilwettbewerben einsetzte, aber schon 1914 kehrten die Maserati-Brüder wieder nach Italien zurück.
Am 1. Dezember 1914 gründete Alfieri Maserati in Bologna sein eigenes Unternehmen, in dem Kundenautos von Isotta Fraschini für Rennsporteinsätze vorbereitet werden sollten. Mit dem Eintritt Italiens in den Ersten Weltkrieg kam die Tätigkeit der Werkstatt weitgehend zum Erliegen. Alfieri Maserati entwickelte in dieser Zeit Zündkerzen, sein Bruder Ernesto, der anfänglich ebenfalls für Alfieri gearbeitet hatte, konstruierte in der Kriegszeit Flugzeugmotoren für Franco Tosi.

### Anfänge im Rennsport

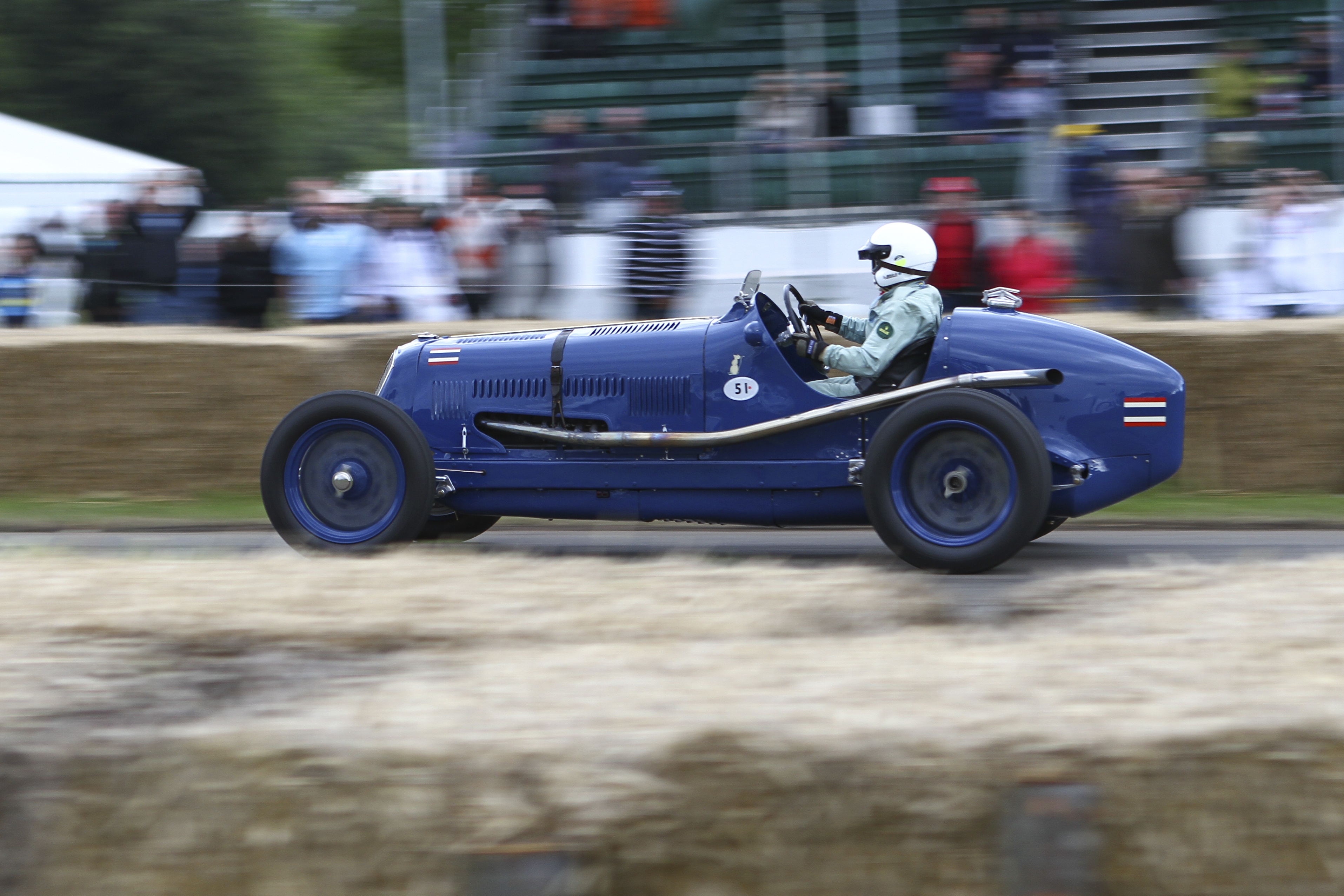
Maserati 8CM

Nach dem Kriegsende nahmen Alfieri, Ernesto und Ettore Maserati den Werkstattbetrieb wieder auf. Sie konstruierten im Auftrag von Isotta Fraschini und ab 1922 für Diatto einige Rennwagen, die einzelne Erfolge bei Grand-Prix-Rennen erzielten. Als sich Diatto 1925 aus dem Automobilrennsport zurückzog, übernahmen die Maserati-Brüder die Konstruktion. Aus diesem Projekt wurde der Maserati Tipo 26, der erste Rennwagen der den Markennamen Maserati trug. Im April 1926 erzielte der von Alfieri Maserati gefahrene Wagen bei der Targa Florio in der 1,5-Liter-Klasse den ersten Klassensieg des Unternehmens. Nach zunächst nur vereinzelten weiteren Renneinsätzen nahm Maserati ab 1929 regelmäßig an Automobilsportveranstaltungen teil. Das Unternehmen unterhielt ein Werksteam, verkaufte seine Fahrzeuge aber auch an unabhängige Kunden. Mit der Einführung des Maserati Tipo 6CM im Jahr 1936 stellte sich anhaltender Erfolg ein; Maserati gewann bis zum Ausbruch des Zweiten Weltkriegs insgesamt 19 Rennen.

### Die Orsi-Ära: Rennerfolge und die ersten Straßensportwagen
1932 starb Alfieri Maserati 44-jährig an den Spätfolgen eines Rennunfalls. In der Folgezeit übernahm Bindo Maserati, der bislang bei Isotta Fraschini gearbeitet hatte, die Leitung der Officine Alfieri Maserati, während Ettore für Entwicklung und Verwaltung zuständig war.

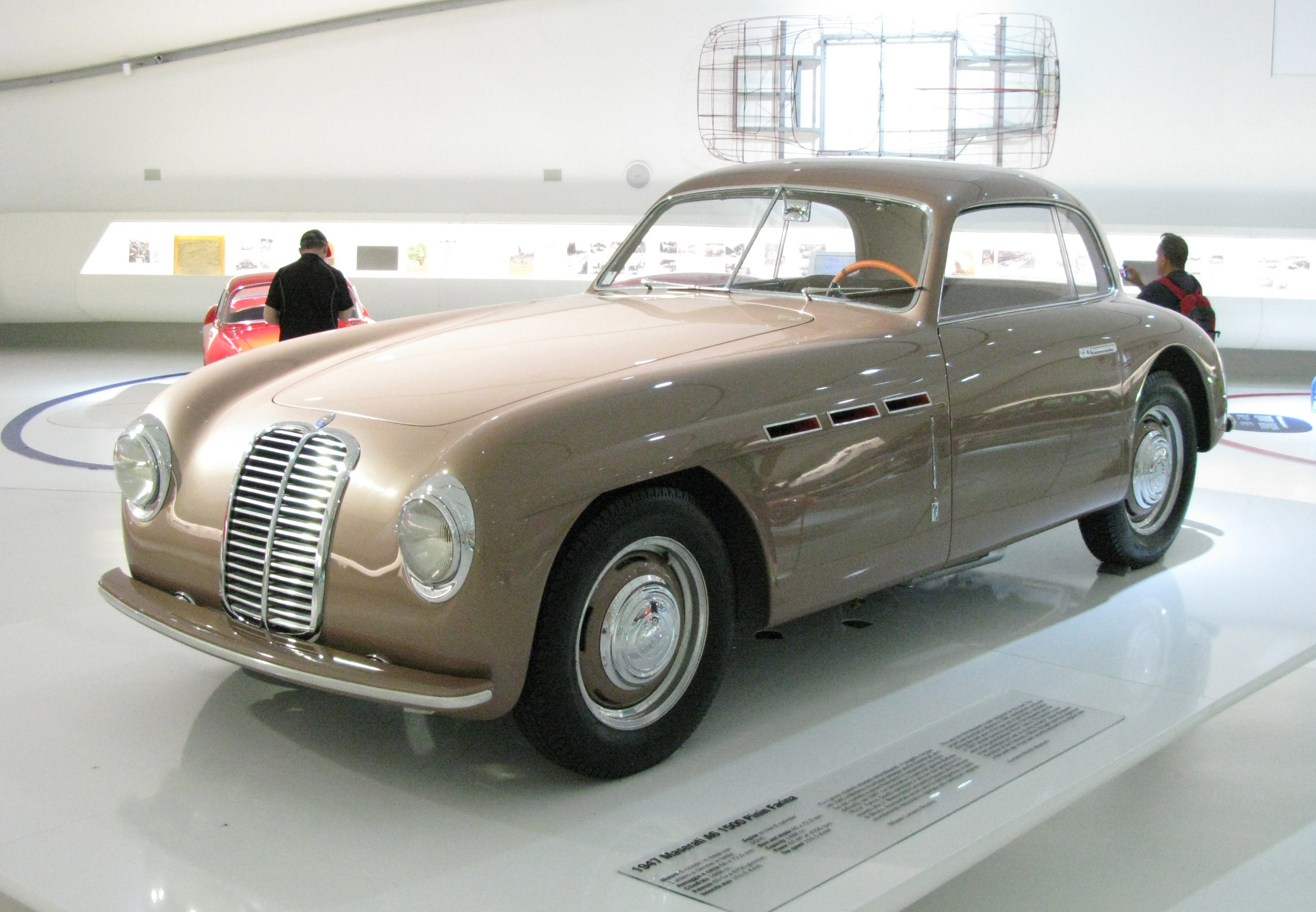
Maserati A6 von 1947

Ungeachtet der Rennerfolge entwickelte der Betrieb nicht mehr die Dynamik, die er zu Lebzeiten Alfieri Maseratis gehabt hatte. 1937 verkauften die verbliebenen Maserati-Brüder das Unternehmen an den aus Modena stammenden Industriellen Adolfo Orsi, der in seiner Heimatstadt mehrere Stahlwerke betrieb und landwirtschaftliche Maschinen sowie Werkzeugmaschinen herstellte. Orsi wollte die Rennerfolge Maseratis vor allem zu Werbezwecken für seine anderen Betriebe nutzen. Bis in die Nachkriegszeit hinein erschien der Name Maserati nicht nur auf Automobilen, sondern auch auf technischen Geräten, die im Orsi-Konzern produziert wurden. Maserati fertigte in dieser Zeit unter anderem auch Motorräder. Die Maserati-Brüder Bindo, Ernesto und Ettore blieben zehn Jahre lang als Berater in dem Unternehmen, dessen Sitz zu Beginn der 1940er-Jahre nach Modena verlagert wurde. 1947 trennten sie sich von Maserati und gründeten mit Officine Specializzata Costruzioni Automobili (OSCA) in Bologna einen Konkurrenzbetrieb.
Nach dem Ende des Zweiten Weltkriegs war der Orsi-Konzern wirtschaftlichen und politischen Schwierigkeiten ausgesetzt. Dazu gehörten zahlreiche, teilweise gewaltsam verlaufende Streiks der Belegschaft, in denen Folge auch das Maserati-Werk zeitweise geschlossen war. 1950 kam es zu einer Neustrukturierung des Konzerns, die zu einer Herauslösung Maseratis führte. Künftig war Adolfo Orsi zusammen mit seinem Sohn Omar nur noch für die Leitung des Rennwagenherstellers zuständig, während die anderen Betriebe des Konzerns von Orsis Geschwistern geleitet wurden.

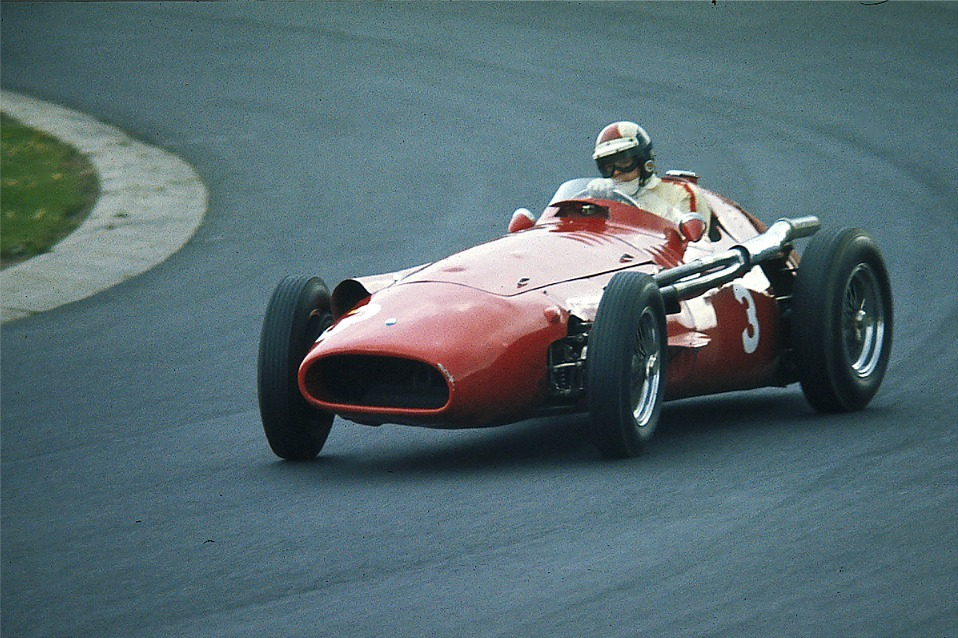
Maserati 250F

Nachdem sich die Turbulenzen der frühen Nachkriegszeit gelegt hatten, entwickelte sich Maserati in den 1950er-Jahren zu einer festen Größe im Automobilrennsport. Dieser Prozess wurde durch den Rückzug des zuvor dominierenden Alfa-Romeo-Teams begünstigt. Der 1953 konstruierte Maserati 250F war einer der am weitesten verbreiteten Formel-1-Wagen seiner Generation; er ging bis 1960 bei 46 Weltmeisterschaftsläufen und zahlreichen Formel-1-Rennen ohne Weltmeisterschaftsstatus an den Start. Maserati unterhielt in diesen Jahren regelmäßig ein Werksteam; darüber hinaus meldeten zahlreiche Privatfahrer Maserati-Konstruktionen. Im Jahr 1957 gewann Juan Manuel Fangio mit dem Maserati-Werksteam die Fahrer-Weltmeisterschaft; es war Fangios fünfter Weltmeistertitel. 1958 zog sich Maserati aus finanziellen Gründen aus der Formel 1 zurück; Kundenfahrzeuge waren allerdings noch bis 1960 im Einsatz, und Maserati-Motoren fanden sich bis in die späten 1960er-Jahre in Coopers Formel-1-Wagen. Nach einigen Jahren ohne Motorsportengagement war Maserati in den frühen 1960er-Jahren mit Autos wie dem Tipo 61 („Birdcage“) wieder bei Sportwagenrennen erfolgreich.

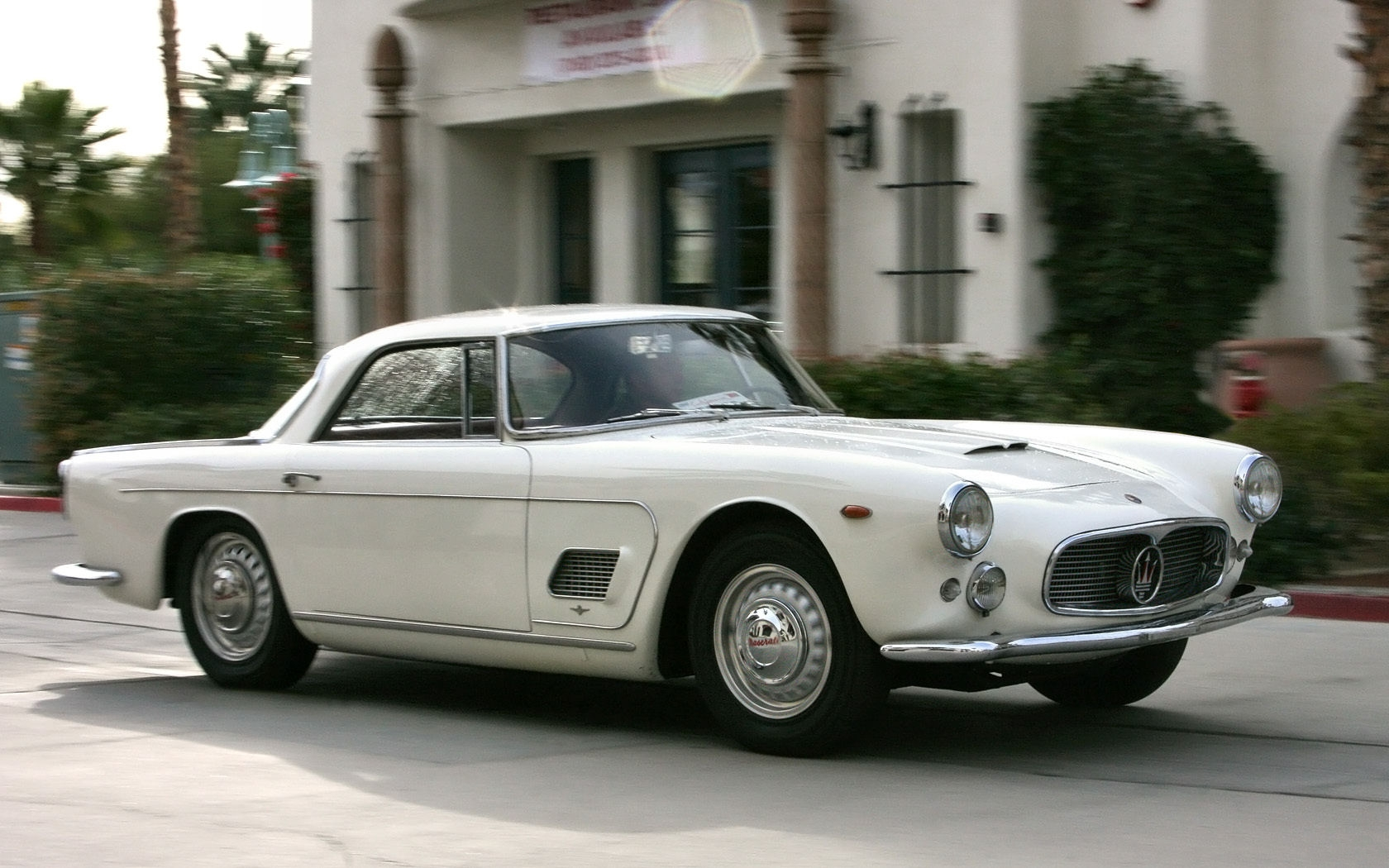
Maserati 3500 GT

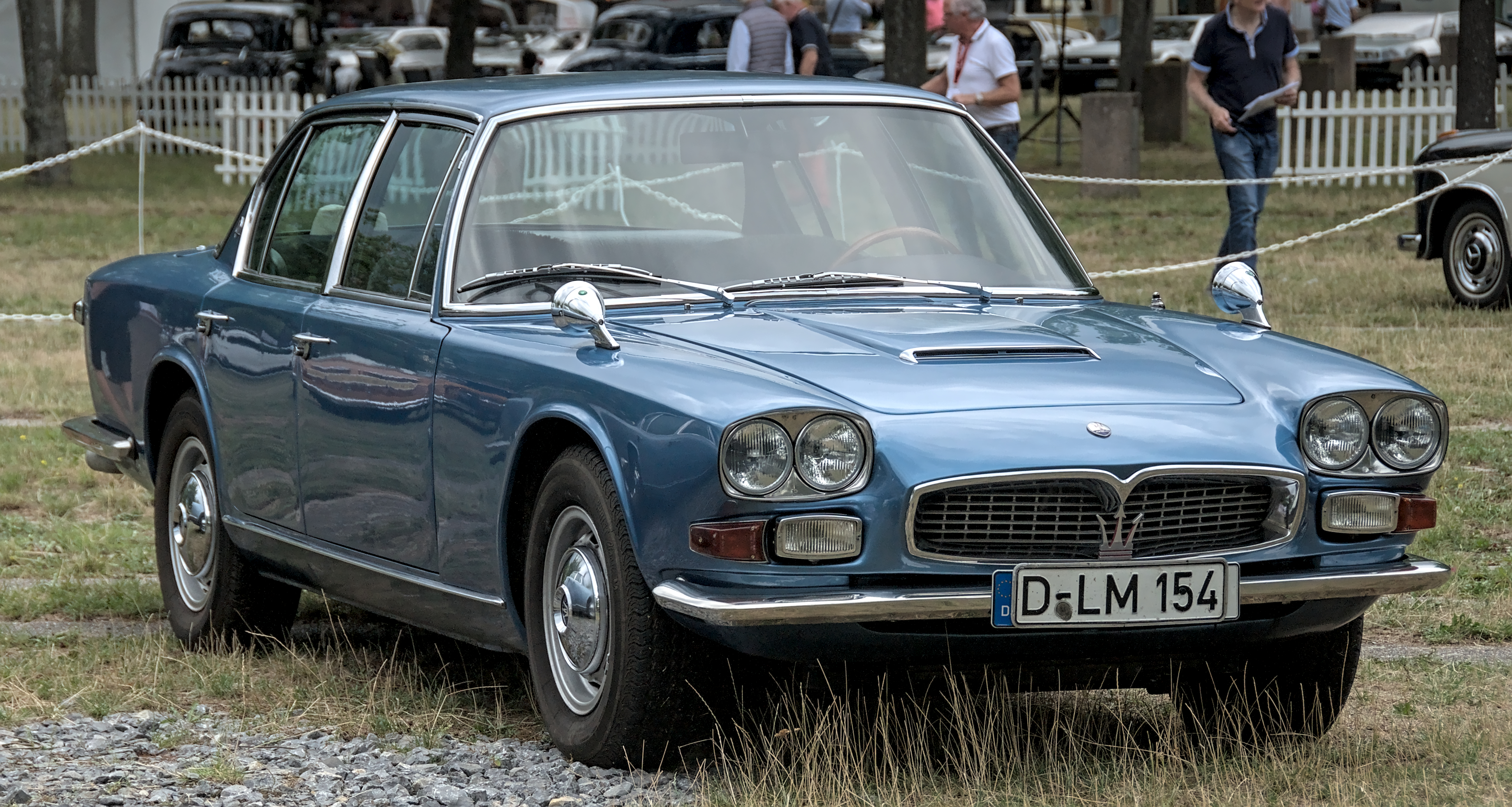
Maserati Quattroporte I

Nicht zuletzt aus wirtschaftlichen Gründen vollzog Maserati in den 1950er-Jahren den Wechsel vom reinen Rennwagenhersteller zum Produzenten von Straßensportwagen: Ähnlich wie die Scuderia Ferrari war auch Maserati auf zusätzliche Einnahmen angewiesen, um den Rennbetrieb erfolgreich aufrechtzuerhalten. Diese Einnahmen ließen sich nur durch den Verkauf von Straßensportwagen erreichen. Während Maseratis erstes Serienmodell, der A6, nur in zweistelliger Stückzahl entstand, wurde sein Nachfolger 3500 GT mit standardisierter Touring-Karosserie nahezu 2000 Mal hergestellt. Maseratis Geschäftsführer Omer Orsi erweiterte die Produktpalette in den folgenden Jahren konsequent. Im Bereich der Supersportwagen entstand der 5000 GT, der unter anderem den Zweck verfolgte, nicht genutzte Rennwagenkomponenten zu verwerten. Andererseits etablierte der Quattroporte I von 1963 Maserati außerdem im Bereich der Sportlimousinen. In den frühen 1960er-Jahren entwickelte sich Maserati damit zu einem ernsthaften Konkurrenten für Ferrari. Maserati erreichte zeitweise dessen Produktionszahlen; Lamborghini, der 1963 als weiterer Konkurrent hinzugekommen, wurde meist sogar übertroffen. Zwar war die Fahrwerkstechnik der traditionellen Maserati in dieser Zeit wenig aufwendig – die bis 1975 bei einigen Sportwagen der Marke verbauten hinteren Blattfedern ließen die Autos in den Augen der Presse als „sehr schnelle Lastwagen“ erscheinen – im Stil und in der Erscheinung galten sie aber im Vergleich zu Ferrari als mindestens gleichwertig.

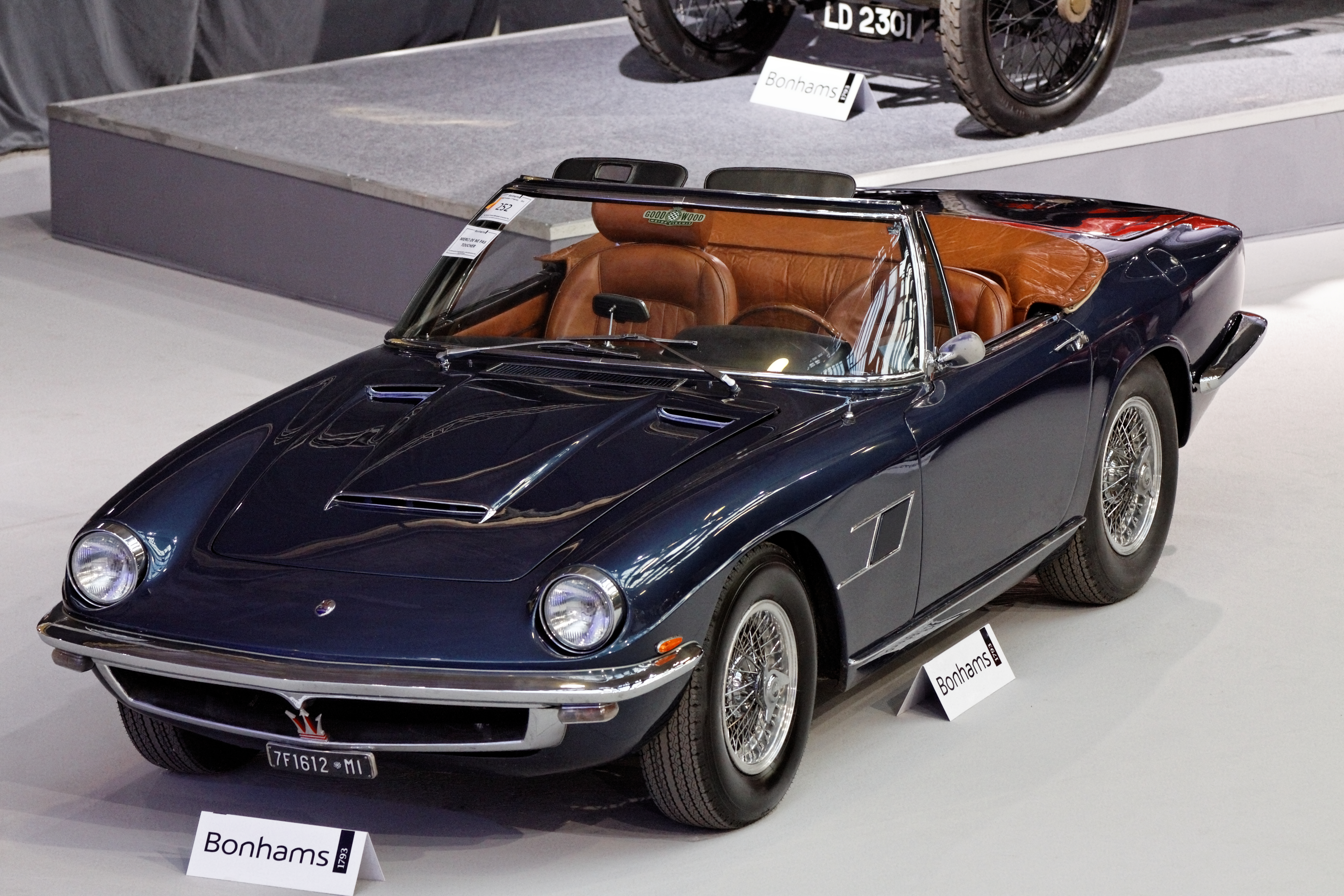
Maserati Mistral

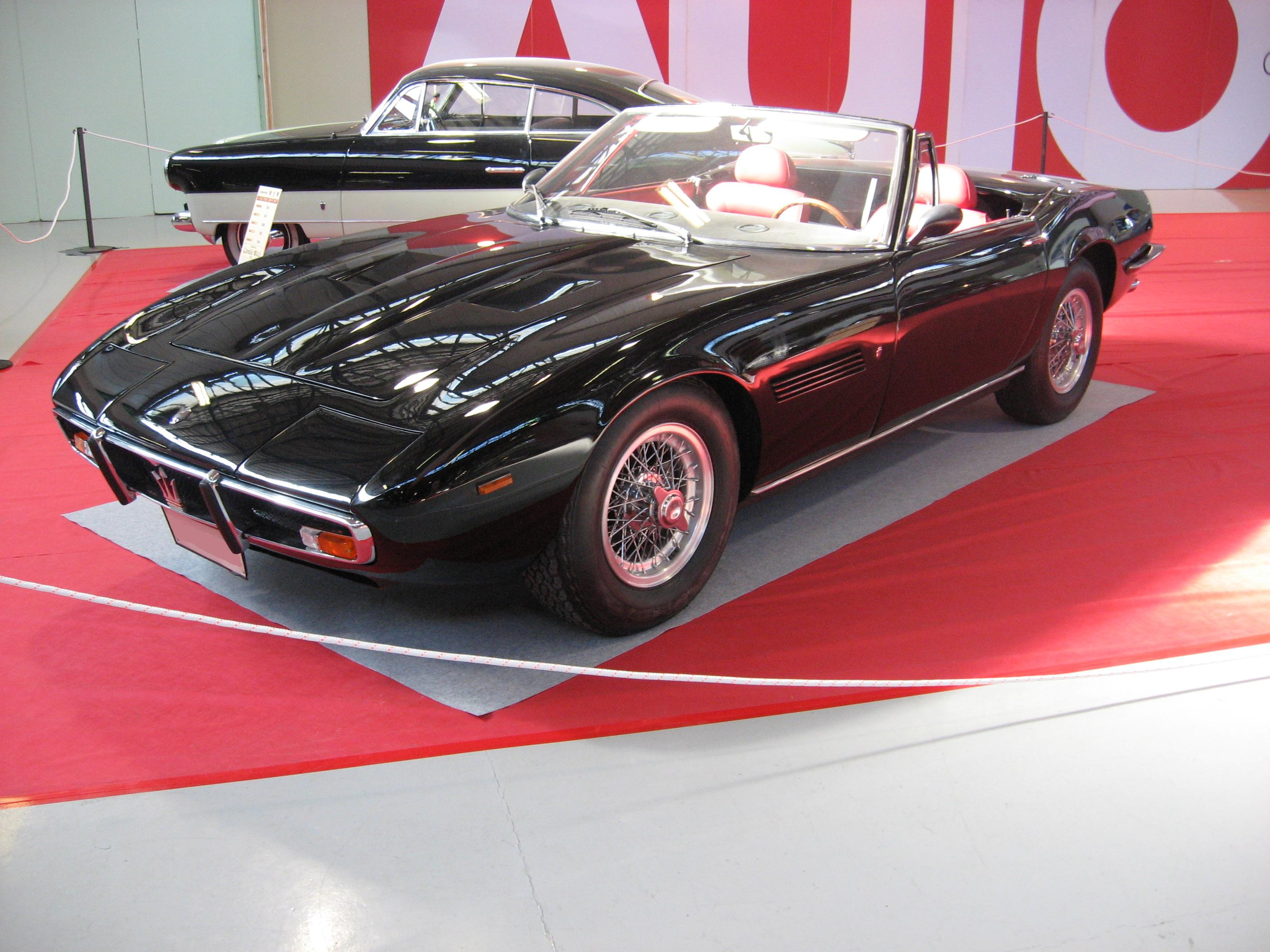
Maserati Ghibli

Mit dem 1963 vorgestellten Mistral begründete das Unternehmen die Tradition, seine Straßensportwagen nach Winden des Mittelmeerraums zu benennen. Ihr folgten viele, aber nicht alle späteren Modelle. Das galt etwa für den Ghibli, der nach Ansicht vieler Beobachter zu den schönsten jemals produzierten Sportwagen gehört, den Bora und den Khamsin sowie in späteren Jahren für den Karif und Shamal.

### Citroën: Mittelmotorsportwagen und ambitionierte Technik
Ende der 1960er-Jahre geriet Maserati in wirtschaftliche Schwierigkeiten, die der Orsi-Konzern nicht mehr auffangen konnte. 1968 übernahm daraufhin der französische Großserienhersteller Citroën über 60 Prozent der Unternehmensanteile. Giulio Alfieri blieb Maseratis Chefkonstrukteur. Er modernisierte schrittweise die Modellpalette des Unternehmens und griff dabei, den Vorgaben des neuen Eigentümers folgend, wiederholt auf Konstruktionen Citroëns zurück. Das betraf insbesondere die ambitionierte Hydraulik, die Maseratis neue Modelle im Bereich der Lenkung und der Bremsen übernahmen. In die Citroën-Ära fällt auch die Einführung der Mittelmotor-Sportwagen Merak und Bora, die ein für Maserati neues technisches Konzept umsetzten. Die ebenfalls von Alfieri konstruierten Autos sollten in größeren Stückzahlen produziert werden und neue Käufergruppen erschließen. Dementsprechend wurde der vergleichsweise preiswerte, mit einem Sechszylindermotor ausgestattete Merak als Konkurrent des Porsche 911 positioniert. Der Sechszylindermotor des Merak fand zeitgleich im Citroën SM Verwendung.
Citroëns Planungen ließen sich allerdings nicht verwirklichen. Weder der Merak noch der Bora erreichte die erwarteten Stückzahlen. Zudem scheiterte die Einführung eines Quattroporte-Nachfolgers mit Citroën-Technik bereits im Entwicklungsstadium. Schließlich ließ der Absatz der weiterhin produzierten traditionellen Sportwagen mit verbrauchsintensiven Achtzylindermotoren angesichts der Ölkrise Mitte der 1970er-Jahre stark nach. Allein 1974 beliefen sich Maseratis Verluste auf 5 Mio US-$. Letztlich geriet auch Citroën selbst in wirtschaftliche Schwierigkeiten und wurde vom bisherigen Konkurrenten Peugeot übernommen. Infolge dieser Entwicklungen war Maserati 1975 zahlungsunfähig und stand – ähnlich wie seine Konkurrenten Iso, Aston Martin und Monteverdi – vor der Schließung.

### De Tomaso: Großserienhersteller mit Biturbo-Technik
Um die Schließung Maseratis abzuwehren, gründeten die Mitarbeiter des Unternehmens 1975 ein Verteidigungskomitee und besetzten die Werkshallen. Auf Anweisung der italienischen Regierung übernahm die staatliche Holding GEPI die Maserati-Anteile von Citroën. Zu dieser Zeit begannen Übernahmeverhandlungen mit dem Unternehmer Alejandro de Tomaso, der unter der Marke De Tomaso seinerseits Sportwagen herstellte. De Tomaso kaufte Maserati letztlich im August für 300.000 Lire – umgerechnet etwa 155 Euro (Stand 1998) – und erhielt von der italienischen Regierung die Erlaubnis, die Belegschaft um 50 % zu reduzieren. Zu den Beschäftigten, die das Unternehmen verließen, gehörte auch der langjährige Chefingenieur Giulio Alfieri; er wechselte zu Lamborghini. Alejandro de Tomaso wurde Präsident des Unternehmens; die Geschäftsführung übernahm vorübergehend der Wirtschaftswissenschaftler Romano Prodi, später Politiker und 2006 bis 2008 italienischer Ministerpräsident.

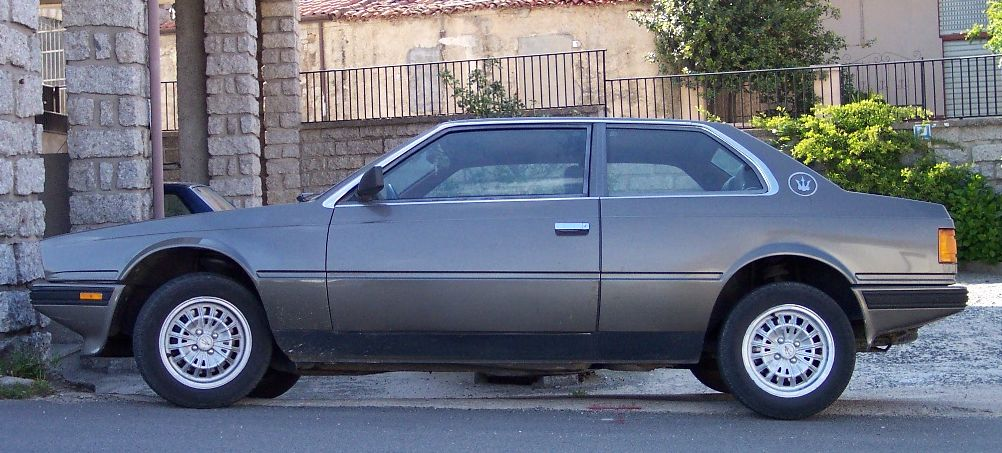
Maserati Biturbo

De Tomaso setzte zunächst die Produktion der bekannten Sportwagen fort. Er ergänzte die Modellpalette mit dem Kyalami und dem Quattroporte III zeitnah um zwei Fahrzeuge, die auf De-Tomaso-Technik basierten. Mittelfristig strebte er eine Neuausrichtung des Unternehmens an, die 1981 umgesetzt wurde. Mit dem kompakten Biturbo sollte Maserati von einem Klein- zu einem Großserienhersteller werden. Die Biturbo-Familie bestimmte in den folgenden 15 Jahren das Bild des Unternehmens. Unter der Leitung De Tomasos entstanden neue Karosserieversionen, darunter Coupés mit drei unterschiedlichen Radständen, ein Cabriolet und eine viertürige Limousine. 
Auch im Motorenbereich entstanden zahlreiche Versionen: Es gab Motoren mit 2,0 l, für den Export später auch 2,5-l- und 2,8-l-Aggregate, zuerst mit Drei-Ventil-Technik, später dann mit vier Ventilen pro Zylinder. Schließlich wurde auch ein Achtzylindermotor mit 3,2 Litern Hubraum konstruiert, die Modellbezeichnungen waren verwirrend: Biturbo Si, 222, 228, 425, 430, 422, 2.24 v, 4.24 v, hinzu kamen der Biturbo Spyder, Karif und das Modell Racing. Das letzte neu vorgestellte Modell auf Basis der Biturbo-Struktur war der Quattroporte IV, der bis 2001 verkauft wurde.
Die Biturbo-Familie litt anfänglich unter erheblichen Qualitätsmängeln im Motoren- und im Karosseriebereich, die nach und nach behoben wurden. Insgesamt sicherte sie das Überleben Maseratis und der anderen zum De-Tomaso-Konzern gehörenden Unternehmen bis in die 1990er-Jahre hinein.
Die Einführung der Biturbo-Familie führte bei Maserati zu einem deutlichen Anstieg der Produktion. Von 498 Fahrzeugen im Jahr 1981 vervierfachte sich der Ausstoß im ersten vollen Biturbo-Jahr 1982 auf 2.265 Exemplare. 1983 entstanden fast 5400 Maseratis, 1984 sogar 6.300. Danach machten sich die Qualitätsmängel und die damit verbundene Beeinträchtigung des Rufs bemerkbar. Die Produktionszahlen pendelten sich in der zweiten Hälfte der 1980er-Jahre zwischen 2000 und 3000 Exemplaren pro Jahr ein, 1991 und 1992 wurden nur noch jeweils etwas mehr als 1000 Autos verkauft. Ab 1984 machte Maserati mit dem Biturbo keinen Gewinn mehr; hinzu kamen hohe Kosten durch Garantieleistungen, die vor allem auf Motorendefekte zurückzuführen waren. Alejandro de Tomaso gewann zunächst den US-amerikanischen Großserienhersteller Chrysler als Investor, mit dessen Vorstandsvorsitzenden Lee Iacocca er schon 15 Jahre zuvor bei Ford zusammengearbeitet hatte. Aus dieser Verbindung entstand der Chrysler TC by Maserati, der weitgehend in Italien gefertigt wurde. Das Auto konnte allerdings die Erwartungen nicht erfüllen, sodass sich Chrysler nach wenigen Jahren zurückzog. De Tomaso übertrug daraufhin im Herbst 1989 49 Prozent der Maserati-Anteile an Fiat. Fiat gewährte Maserati im Gegenzug „großzügige Bankkredite“, um den befürchteten Einstieg Mazdas bei De Tomaso zu verhindern.
1991 erschien Maserati wieder im Motorsport: Das Unternehmen entwickelte das Homologationsmodell Barchetta, dessen Straßenversion Barchetta Stradale nie in Serie gebaut wurde. Dennoch existieren einige wenige zugelassene Barchetta – allesamt umgebaute Rennversionen. Ein Barchetta erhielt den 2,8-l-V6-Motor, während die Originale mit einer 2,0-l-Maschine Rennen fuhren.

### Fiat: Neupositionierung mit Ferrari-Hilfe

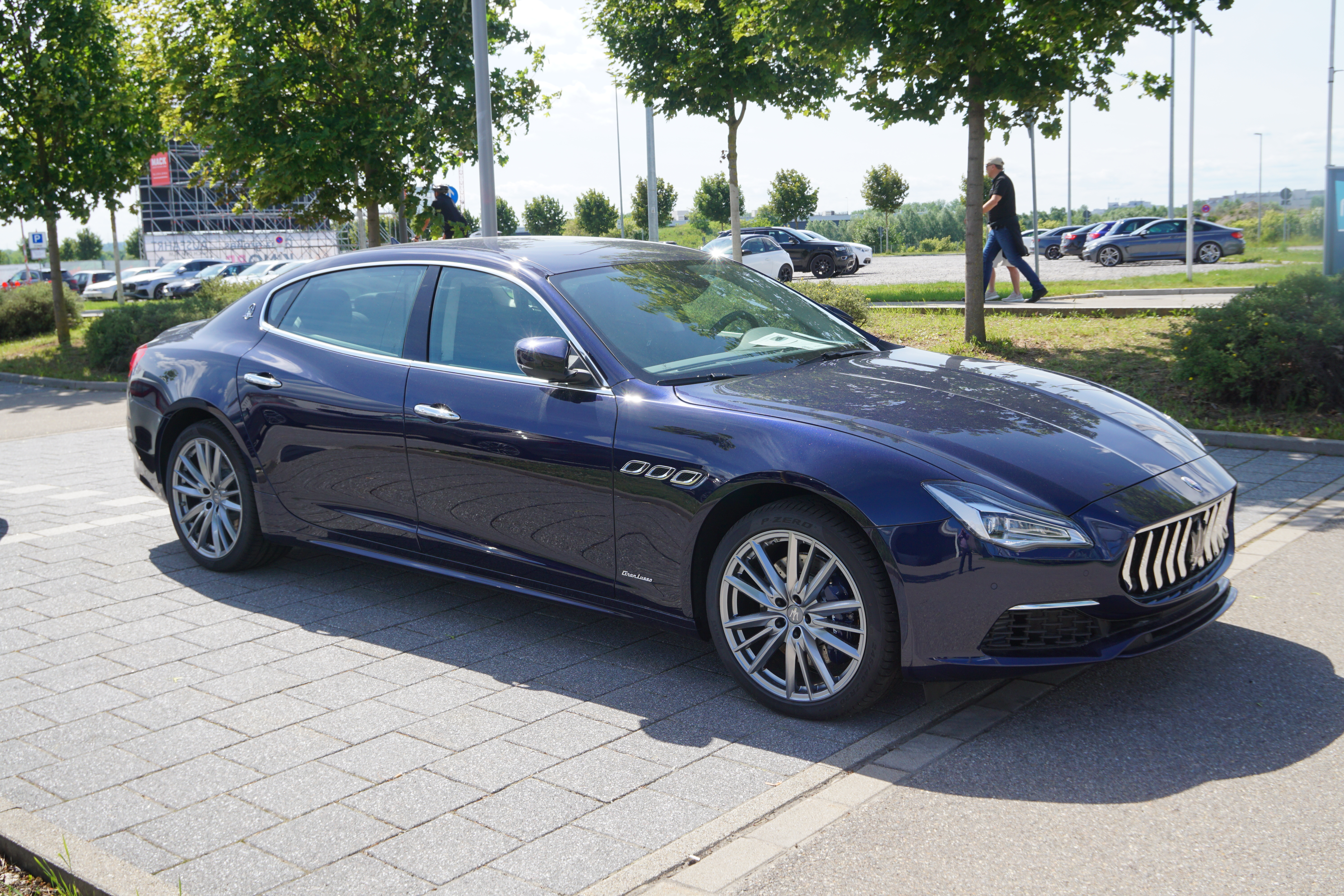
Maserati Quattroporte VI

Im Mai 1993 kaufte Fiat die verbleibenden Maserati-Anteile. Alejandro de Tomaso hatte zuvor einen Schlaganfall erlitten. De Tomaso finanzierte mit dem Verkaufserlös die Entwicklung des Guarà, des letzten Sportwagens seiner eigenen Marke. Bei Maserati wurde Eugenio Alzati geschäftsführender Direktor. Unter seiner Leitung entstanden der neue Ghibli und der Quattroporte IV auf Basis der Biturbo-Motorenreihe.
Fiat unterstellte Maserati am 7. Juli 1997 Ferrari. Ferrari kaufte zunächst 50 % und 1998 die übrigen 50 %. Im Sommer 1997 stellte Ferrari die Produktion des Quattroporte IV vorübergehend ein. In den folgenden Monaten renovierte Ferrari die veralteten Fertigungsanlagen Maseratis mit dem Ziel, die Verarbeitungsqualität und die Effizienz zu erhöhen. In dieser Zeit wurde der Quattroporte IV überarbeitet. Ab Mai 1998 war die zweite Serie der Limousine verfügbar. Zeitgleich erschien der neue Maserati 3200 GT, ein Coupé mit Karosserie von Giorgetto Giugiaro, das nur noch im Motorenbereich Bezüge zur Biturbo-Familie aufwies, ansonsten aber vollständig neu konstruiert war. 
Der 3200 GT und sein nur als Maserati Coupé bezeichneter Nachfolger prägten bis 2007 zusammen mit den davon abgeleiteten Cabriolets das Bild der Marke.
Maserati kehrte 2004 (nach 37 Jahren) in den Motorsport zurück. In diesem Jahr präsentierte das Unternehmen den MC12 GT1, der eine Weiterentwicklung des Ferrari Enzo war und in der FIA-GT-Meisterschaft antreten sollte. 25 davon abgeleitete Straßenversionen namens MC12 wurden an „treue Kunden“ der Marke verkauft.
Im Jahr 2005 löste die Fiat-Holding Maserati aus der Ferrari-Maserati-Group heraus und führt sie als eigenständige Aktiengesellschaft analog zu Ferrari. Die enge Zusammenarbeit zwischen Maserati und Ferrari blieb weiterhin bestehen.
Im Jahr 2020 präsentierte Maserati in Modena das neue Produktportfolio des Unternehmens. Der Sportwagen MC20 bildet die Spitze der neuen Entwicklungen. Auch Fahrzeuge mit Elektroantrieb sollten zukünftig angeboten werden.
Anfang 2025 wurde publik, dass Stellantis rund 1,5 Milliarden Euro an Investment in Maserati streicht. Der Jahresabsatz hatte sich 2024 gegenüber dem Vorjahr mehr als halbiert.

## Serienfahrzeuge

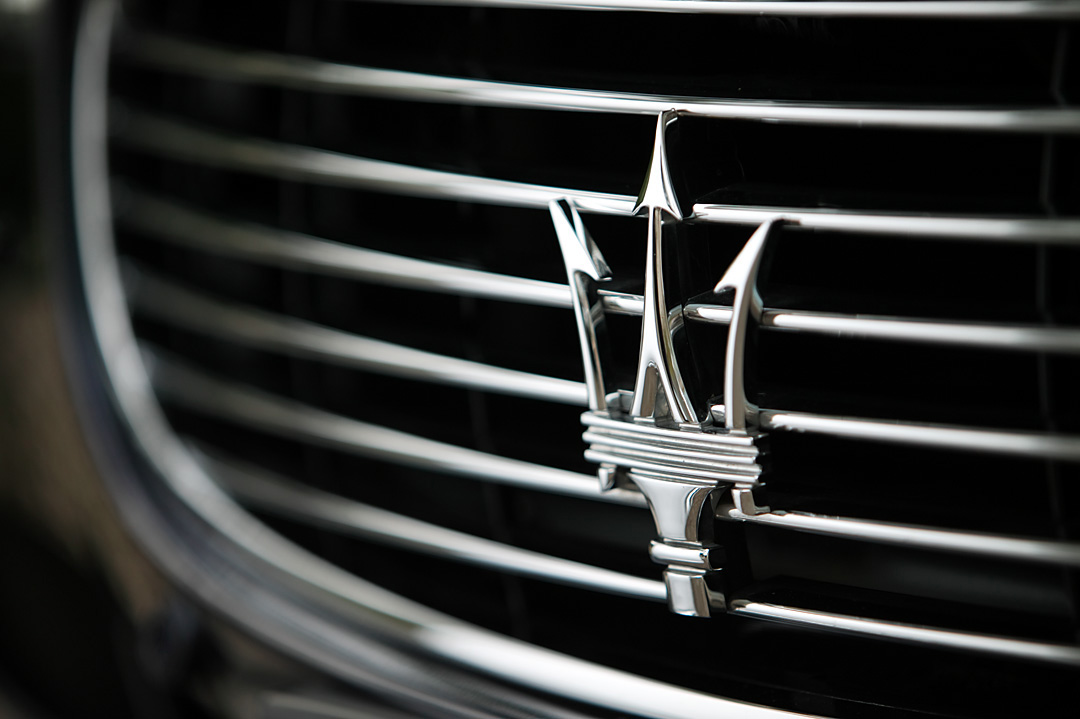
Maserati-Dreizack

Aktuell werden vier Modelle angeboten:
- Maserati MCPura (seit 2020)
- Maserati Grecale (seit 2022)
- Maserati GranTurismo II (seit 2023)
- Maserati GranCabrio II (seit 2024)

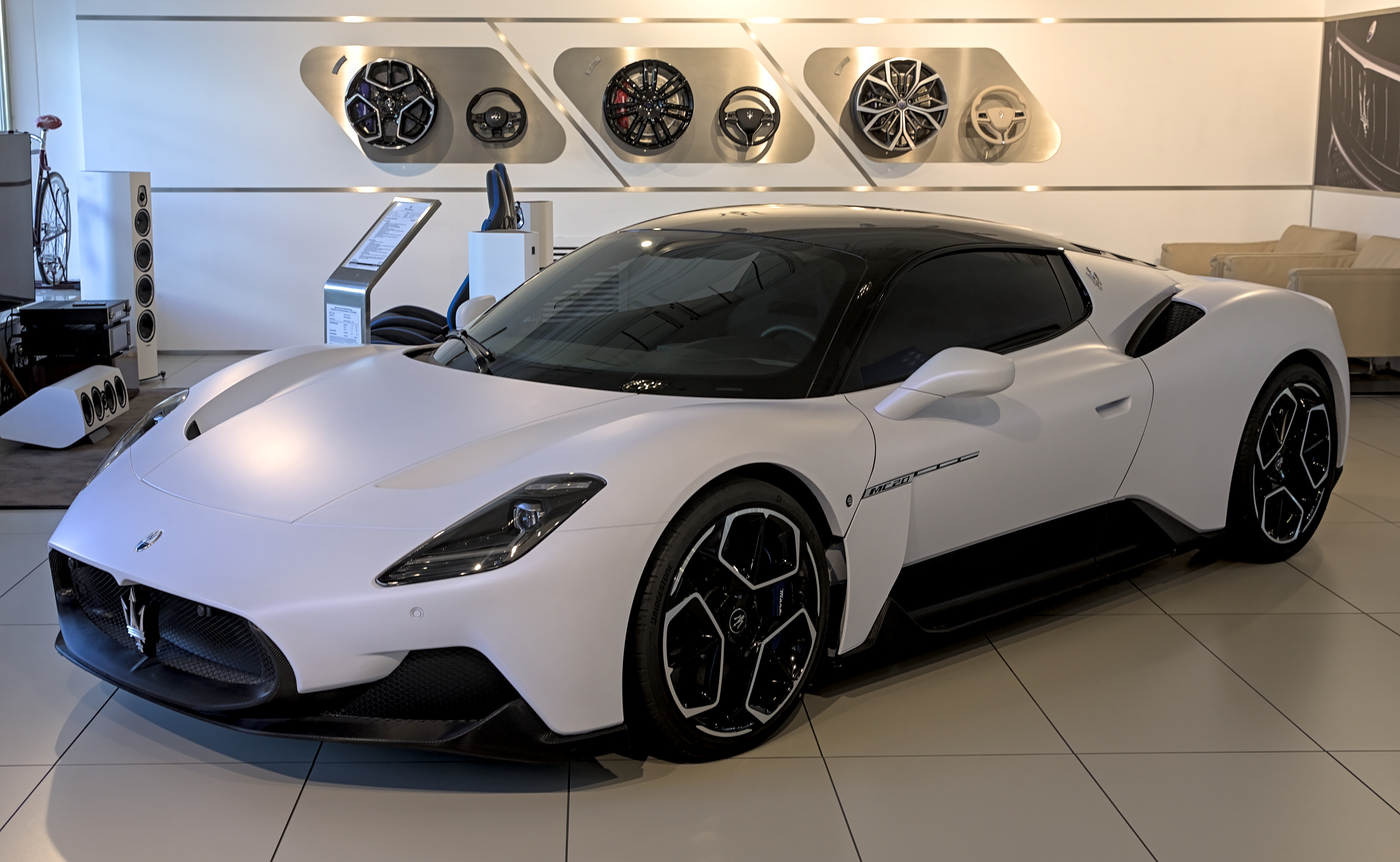
Maserati MC20
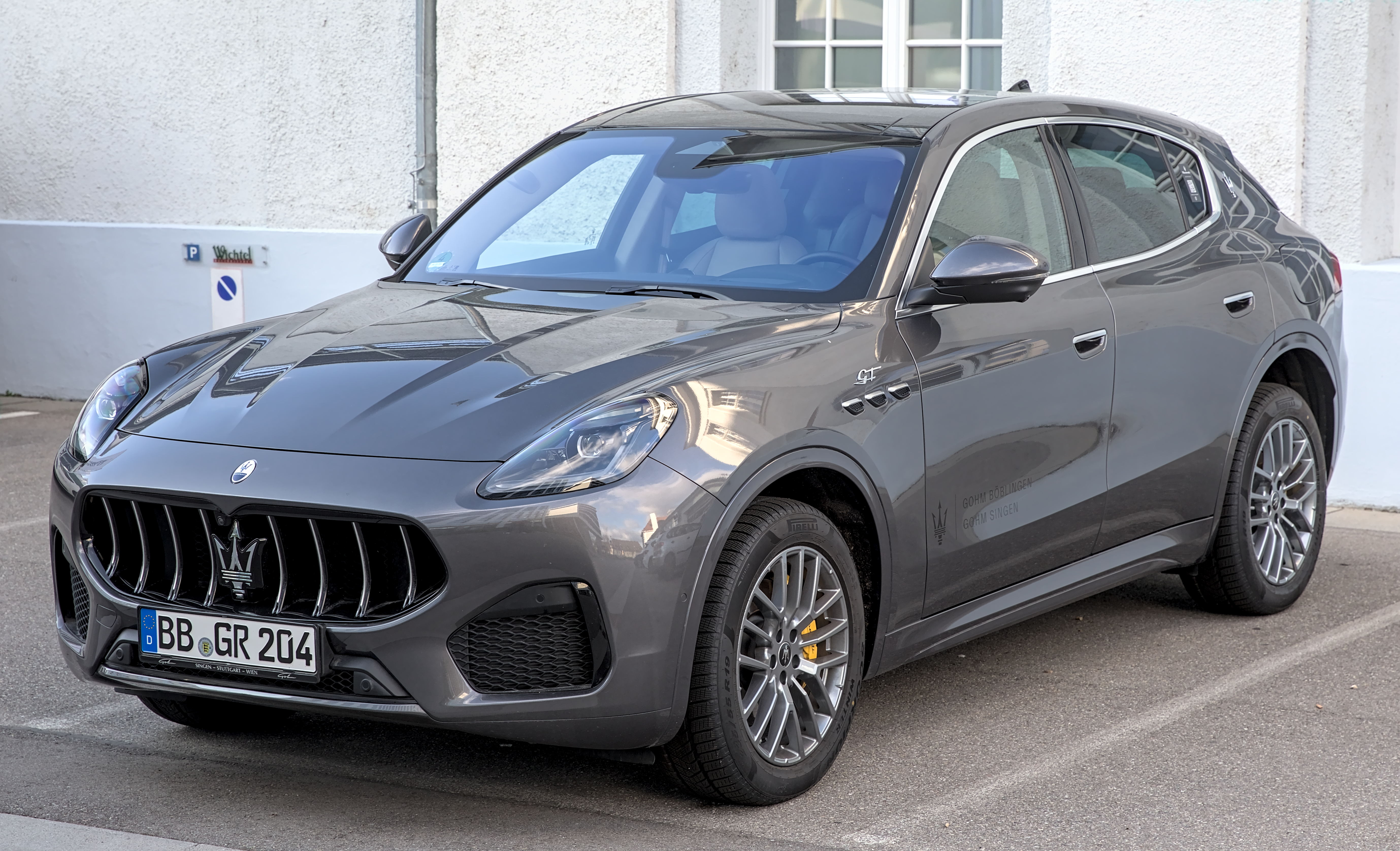
Maserati Grecale
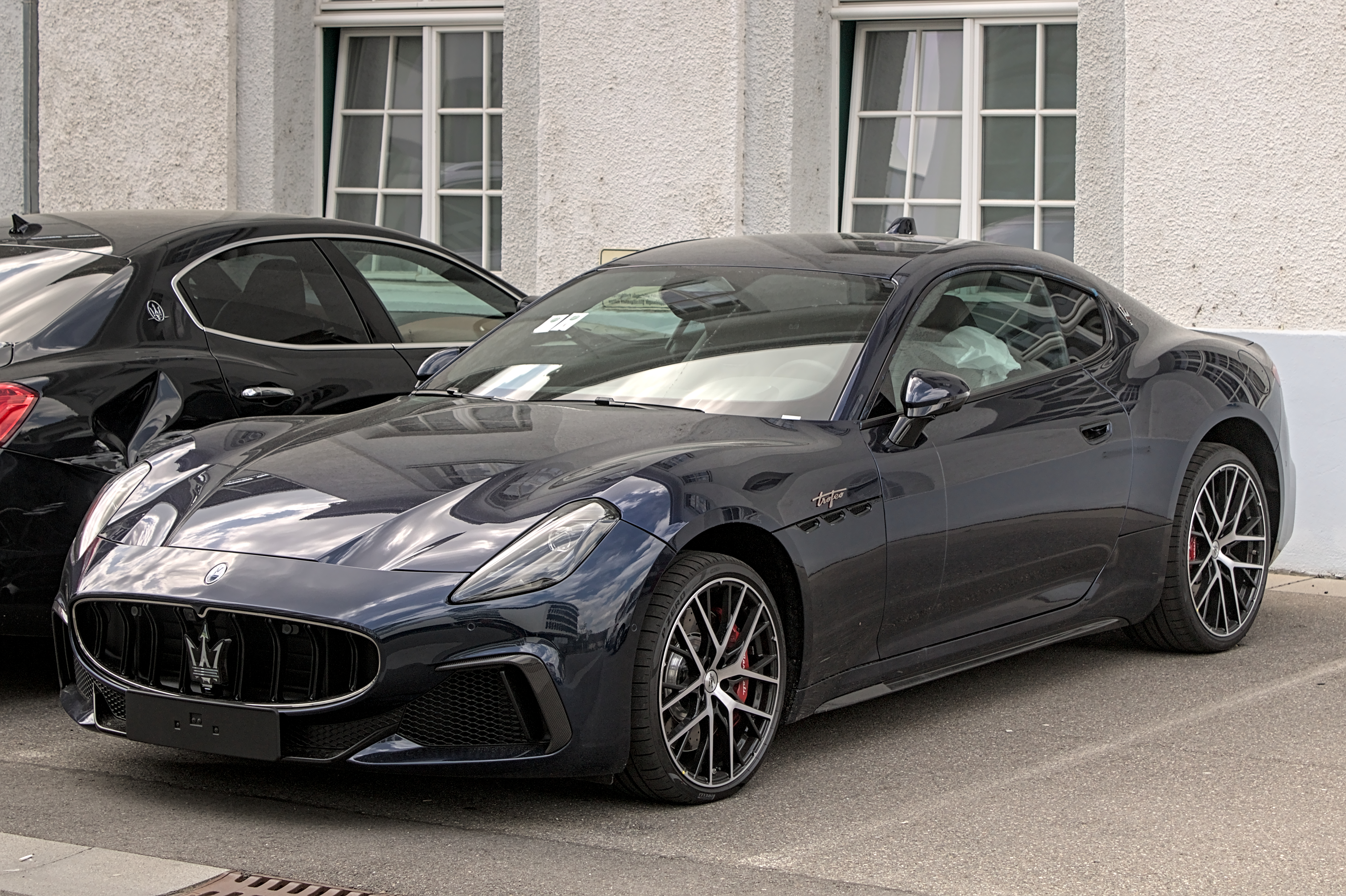
Maserati GranTurismo II
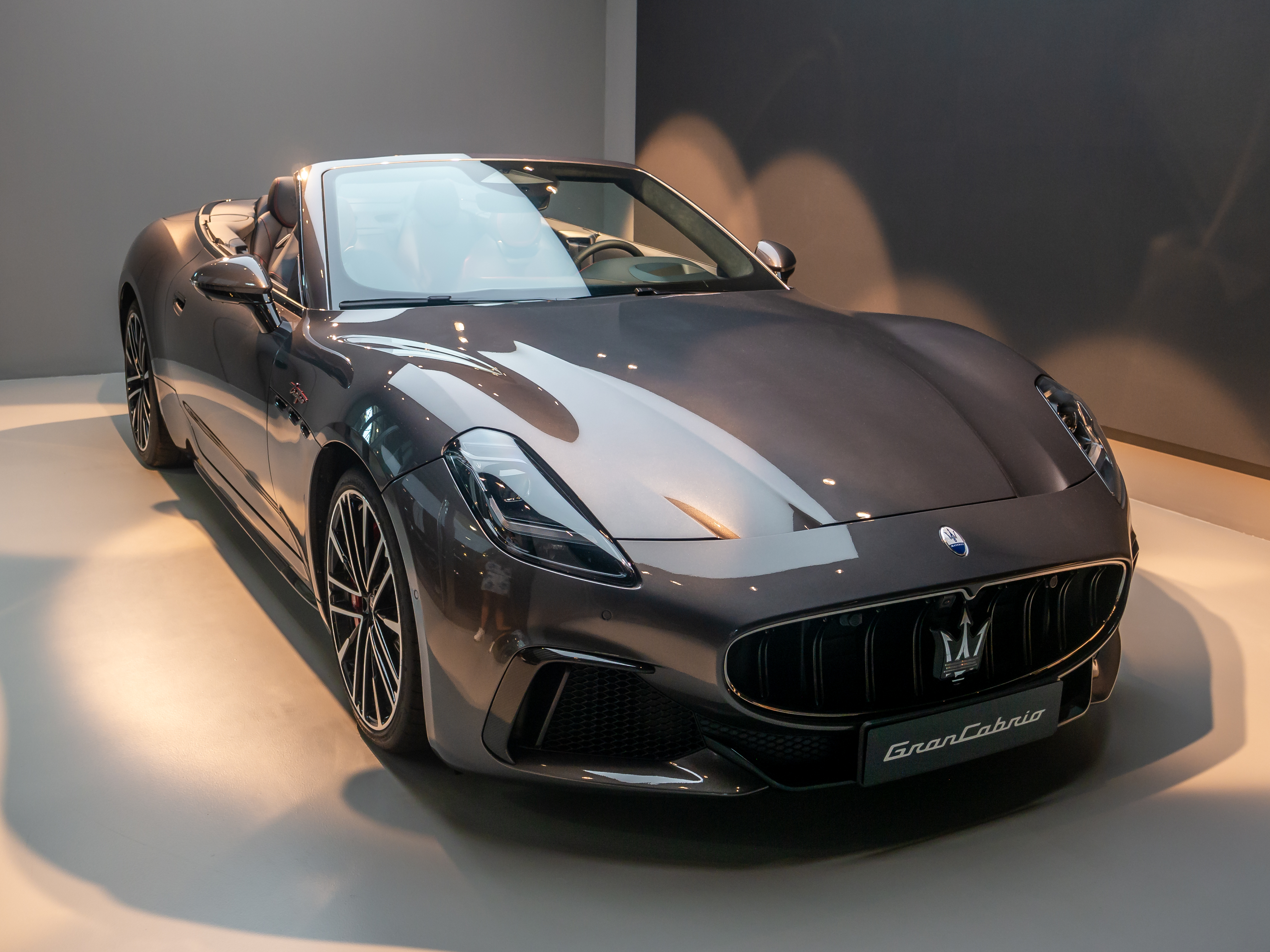
Maserati GranCabrio II

## Maserati im Automobilrennsport
Maseratis Wurzeln liegen im Automobilrennsport. Noch bevor die Maserati-Brüder ihr eigenes Unternehmen gründeten, hatten sie Rennwagen mit Isotta-Fraschini-Technik konstruiert und bei Wettbewerben eingesetzt. Erst vier Jahrzehnte nach der Unternehmensgründung ging Maserati dazu über, auch Straßenfahrzeuge zu produzieren.

## Siege in der Sportwagen-Weltmeisterschaft

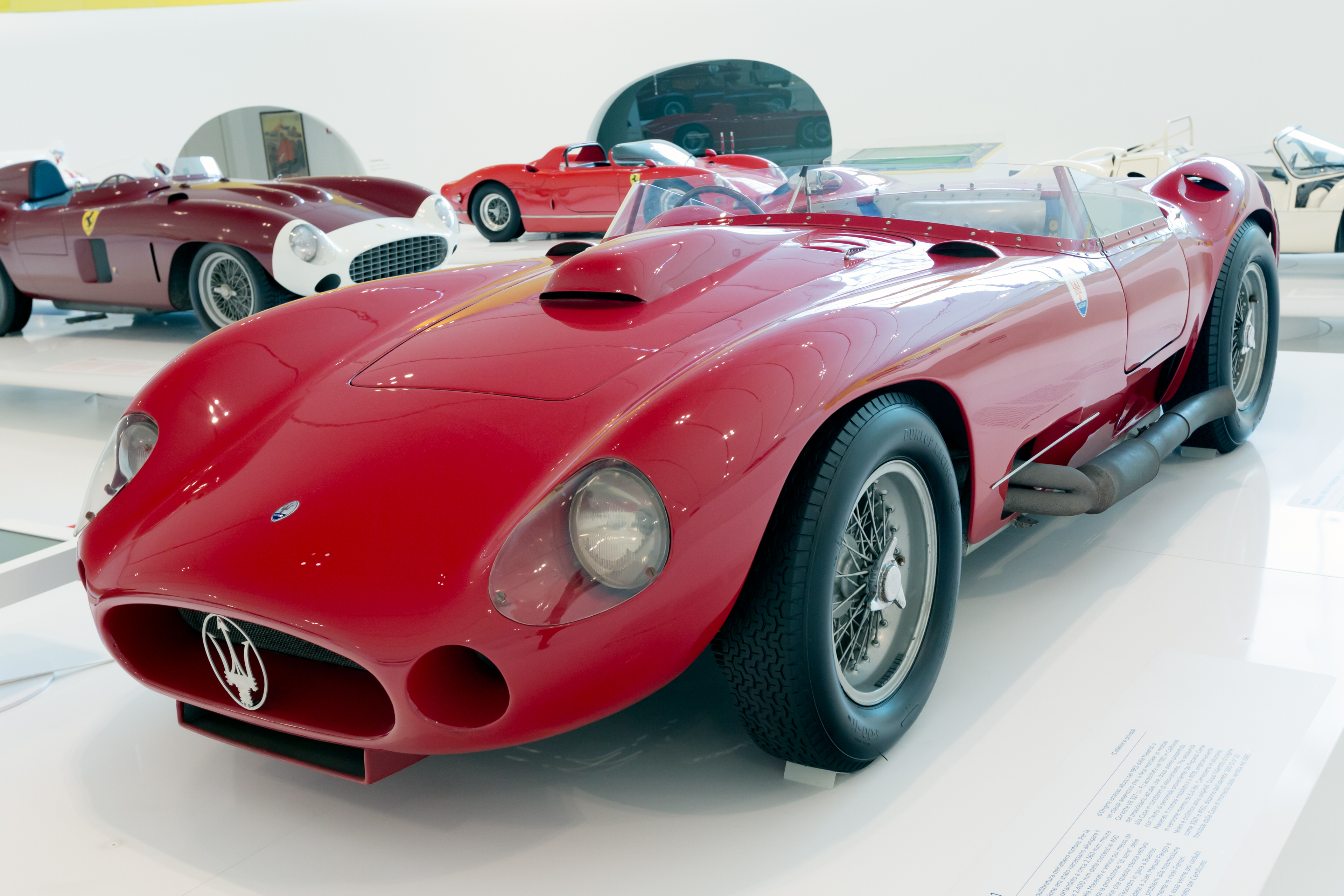
Maserati 450S

| Jahr | Rennen                          | Fahrzeug      | Fahrer 1           | Fahrer 2          |
| ---- | ------------------------------- | ------------- | ------------------ | ----------------- |
| 1956 | 1000-km-Rennen von Buenos Aires | Maserati 300S | Stirling Moss      | Carlos Menditéguy |
| 1956 | 1000-km-Rennen am Nürburgring   | Maserati 300S | Piero Taruffi      | Harry Schell      |
| 1957 | 12-Stunden-Rennen von Sebring   | Maserati 450S | Juan Manuel Fangio | Jean Behra        |
| 1957 | 1000-km-Rennen von Kristianstad | Maserati 450S | Stirling Moss      | Jean Behra        |

## Motorräder

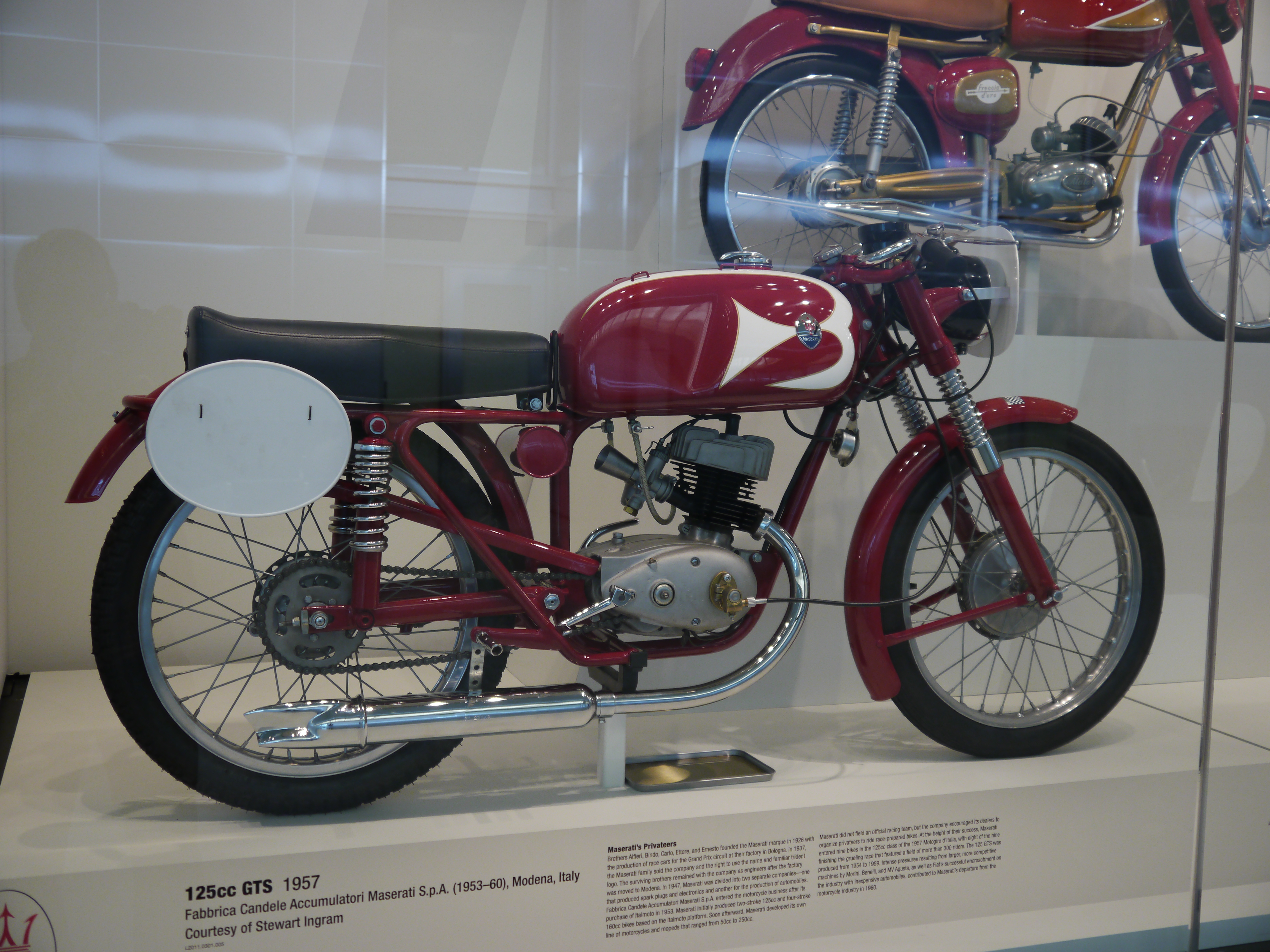
Maserati 125 GTS

1947 gründete Adolfo Orsi das juristisch selbständige Unternehmen Fabbrica Candele Accumulatori Maserati S.p.A., das strukturell nichts mit dem Rennwagenhersteller Maserati zu tun hatte, aber dessen Namen nutzte. Das ab 1949 von Adolfo Orsis Schwester Ida geleitete Unternehmen war in Modena ansässig.
1953 kaufte Orsi den kleinen Bologneser Motorradhersteller Italmoto, der kleine einzylindrige Zwei- und Viertaktmaschinen herstellte. Die Konstruktionen von Italmoto hatten den Ruf überdurchschnittlicher Qualität und verkauften sich gut. Orsi überführte den Betrieb nach Modena und vermarktete die Motorräder von 1953 bis 1960 unter dem Namen Maserati. Anfänglich blieben die Absatzzahlen auf dem Niveau von Italmoto; bald zeigten sich aber bei den Maserati-Motorrädern erhebliche Qualitätsmängel; aufgrund von Fertigungsfehlern kam es vielfach zu Kolbenklemmern. Der Ruf von Maseratis Motorrädern litt darunter, sodass der Absatz auf dem italienischen Markt bald einbrach. Eine Zeitlang wurden die Motorräder noch in Südafrika und in Südamerika verkauft; Ende der 1950er-Jahre stellte Orsi die Fertigung ein.